# Saaser Mutte
Die Saaser Mutte ist eine Schweizer Schafrasse, die im Saastal im Kanton Wallis beheimatet ist.
Die Saaser Mutte ist ein lokaler Abkömmling des Bergamaskerschafes, einer italienischen Schafrasse. Im Gegensatz zu anderen aus dem Bergamaskerschaf hervorgegangenen Rassen wurden durch die geografische Abgeschiedenheit des Zuchtgebiets kaum andere Rassen eingekreuzt. Die Saaser Mutte ist relativ großrahmig, hornlos, hat auffällig lange Ohren und eine stark nach vorn gekrümmte Nase. Zibben haben eine Widerristhöhe von 78 cm und ein Gewicht von etwa 80 kg, Böcke eine Widerristhöhe von 85 cm und ein Gewicht von etwa 100 kg.
Der Bestand betrug 2014 nur noch etwa 400 Tiere, weshalb die Rasse als vom Aussterben bedrohte Haustierrasse gilt. Für Aufregung in den Schweizer Medien sorgte der Fall, dass 103 Tiere der seltenen Rasse im September 2014 verschwanden. Seitdem haben sich Züchter in der ganzen Schweiz den Mutten angenommen und der Bestand ist auf etwa 700 Tiere angewachsen (Stand 2019).